# NSB Type 49
Die Fahrzeuge der Type 49 waren Schlepptenderlokomotiven der norwegischen Staatsbahn Norges Statsbaner (NSB) für den schweren Schnellzugdienst. Sie war die leistungsfähigste und größte Dampflokomotivreihe der NSB. Sieben Stück wurden zwischen 1935 und 1941 erbaut. Die letzten wurden 1958 ausgemustert. Eine der nach dem hauptsächlichen Einsatzgebiet, der über das Dovrefjell führenden Dovrebahn als Dovregubben bezeichneten Lokomotiven, ist im Norsk Jernbanemuseum in Hamar erhalten geblieben.

## Geschichte
Die zunehmenden Gewichte der über die seit 1921 durchgehend fertiggestellte Dovrebahn verkehrenden Schnellzüge führte Anfang der 1930er Jahre zum Entschluss der NSB, für diese Züge eine neue schwere Schnellzuglokomotive zu entwickeln. Sie sollten die Züge vor allem auf dem steigungsreichen und kurvigen Abschnitt zwischen Otta und Trondheim bespannen. Dafür war vor allem ein hohes Zugvermögen erforderlich, hohe Geschwindigkeiten waren dagegen streckenbedingt nicht nötig. Die zu erreichende Höchstgeschwindigkeit für die neue Baureihe wurde daher mit 90 km/h auf einen für Schnellzuglokomotiven vergleichsweise geringen Wert festgelegt und die Lokomotive als Vierzylinder-Verbundlokomotive ausgelegt.
Da es sich im Prinzip um Kleinserien handelte, die der Erprobung dienten, waren zwischen den einzelnen Baumustern Unterschiede vorhanden. Dies hatte eine Eingruppierung in verschiedene Unterbaureihen zur Folge.

### Type 49a
Nach dem Entwurf von Olaf Storsand, dem Maschinenbaudirektor der NSB, lieferten die norwegischen Hersteller Thune und Hamar zunächst am 7. Juni 1935 und am 10. September 1935 je ein Exemplar, die als 49a 463 und 464 bezeichnet wurden und wenige Tage nach der Anlieferung in den Betriebsdienst übernommen wurden.

### Type 49b
Von den gleichen Lieferfirmen Hamar & Thune wurde am 14. März 1936 ein Einzelstück geliefert, das unterhalb des Führerhauses über ein zuschaltbares Booster-Drehgestell verfügte und die Nummer 49b 465 erhielt.

### Type 49c
Am 28. Juli 1938 wurden vier weitere Lokomotiven bestellt. Am 23. August 1940 erfolgt die Lieferung von zwei Exemplaren durch den deutschen Hersteller Krupp in Essen (49c 470 und 471) sowie 1941 zwei weitere Lokomotiven von Thunes mekaniske verksted (49c 472 und 473). Weitere sieben Stück waren bei Krupp bestellt, fielen aber im unfertigen Zustand Bombenangriffen auf das Essener Werk zum Opfer. Vier Exemplare waren bei der heimischen Industrie in Norwegen in Auftrag gegeben worden, wurden aber nach kriegsbedingten Verzögerungen letztlich nicht fertiggestellt. Die angearbeiteten Teile wurden als Ersatzteile verwendet.
Eine der von Krupp gebauten Lokomotiven, die 49c 470, wurde 1940 durch das Lokomotiv-Versuchsamt Grunewald umfangreichen Messfahrten unterzogen. Sie erwies sich dabei als sehr erfolgreich, der damalige Leiter des Versuchsamts bezeichnete sie als „die sparsamste Verbundlokomotive“, die das Amt je untersucht habe.:139 Versuchsweise vor einem Schnellzug von Berlin nach Breslau eingesetzt, konnte die Lokomotive die auf die DR-Baureihe 01 und 120 km/h ausgelegten Fahrtzeiten dank ihres sehr guten Beschleunigungsvermögens trotz der niedrigeren Höchstgeschwindigkeit problemlos halten.:140 Die Versuchsfahrten wurden mit dem Eilzug E 131 Berlin-Breslau, dem Schnellzug D 32 Breslau-Berlin und zur Rückführung zum Hersteller mit dem Fronturlauberzug SF 99 von Berlin nach Köln durchgeführt.

## Einsatz
Die NSB setzte alle sieben Exemplare wie vorgesehen vor allem auf der Dovrebahn vor schweren Schnellzügen ein. Die Verbundtechnik sorgte allerdings für erhöhten Wartungsaufwand und erwies sich als kompliziert. Die Maschine 49a 464 wurde daher bereits am 17. September 1953 abgestellt, aber erst am 20. Juni 1958 ausgemustert. Nach Beschaffung der neuen Diesellokomotiven NSB Di 3 wurden alle anderen zwischen dem 4. Februar und dem 4. September 1957 außer Betrieb genommen und am 16. Dezember 1958 ausgemustert.

## Verbleib
Die bei Krupp gebaute Nr. 470 blieb museal erhalten. Sie steht als nicht betriebsfähiges Museumsexponat im Norsk Jernbanemuseum in Hamar.